# Mariakapel (Melick)
De Mariakapel is een kapel in Melick in de Nederlandse gemeente Roerdalen. De kapel staat aan de Heinsbergerweg op de oosthelling van de kerkheuvel aan de zuidwestrand van het dorp. Op minder dan tien meter naar het zuidwesten staat de Kerkhofkapel.
De kapel is gewijd aan de heilige Maria.

## Geschiedenis
In 1936 werd het Mariabeeld opgericht op initiatief van bisschop van Roermond Guillaume Lemmens en stond toen naast het huis van de familie Knops.
In 1956 werd het beeld en het huis van de familie afgebroken voor een wegreconstructie. In 1960 werd het Mariabeeld opnieuw geplaatst.

## Bouwwerk
De kapel staat op de helling en naar de kapel loopt een trap. De kapel is een niskapel en heeft een bakstenen basement met daarboven een koepelvormige opbouw. Deze opbouw heeft aan de voorzijde een rondboogvormige opening die omlijst is met natuurstenen. Van binnen is de koepel blauw geschilderd met drie witte stralen. Het Mariabeeld toont de heilige met haar armen gekruist op haar borst.